# Sciaenochromis fryeri
Sciaenochromis fryeri é uma espécie de peixe da família Cichlidae.
É endémica do Malawi.